# Шкотски гамбит
Овај чланак користи алгебарску шаховску нотацију како би се описали шаховски потези.
Шкотски гамбит је шаховско отварање које почиње потезима:
1. е4 е5 2. Сф3 Сц6 3. д4 ед4 4. ц3, или
1. е4 е5 2. Сф3 Сц6 3. д4 ед4 4. Лц4

## Карактеристике
Жртвом пешака бели убрзава развој у циљу да дође до иницијативе. Међутим, брзим развојем краљевог крила уз сталну спремност да се на потез е5 активно супротстави са д5, црни долази до добре противигре.